# 卸町 (秋田市)
卸町（おろしまち）は、秋田県秋田市にある地域名。郵便番号は010-0061。卸町一丁目から五丁目で構成される。

## 概要
出羽国豊島郡柳原新田村の一部として成立。1889年に柳原新田村が牛島村に吸収される。1896年に町制施行して牛島町となった後、1924年に秋田市に編入された。域内北部を国道13号、中央を秋田県道28号秋田岩見船岡線が縦貫する。町名通り、卸団地を主体とした地域で、隣の茨島と一体化している。

## 施設
- 秋田県酒類卸
- 東芝電材マーケティング秋田営業所
- 秋田県産
- 桑原本社
- 吉田産業秋田支店
- 天然温泉ホテルこまち
- ファッションセンターしまむら秋田卸町店

## 教育
当地内に小中学校はなく、秋田市立旭南小学校と秋田市立秋田南中学校の学区となっている。

## ギャラリー

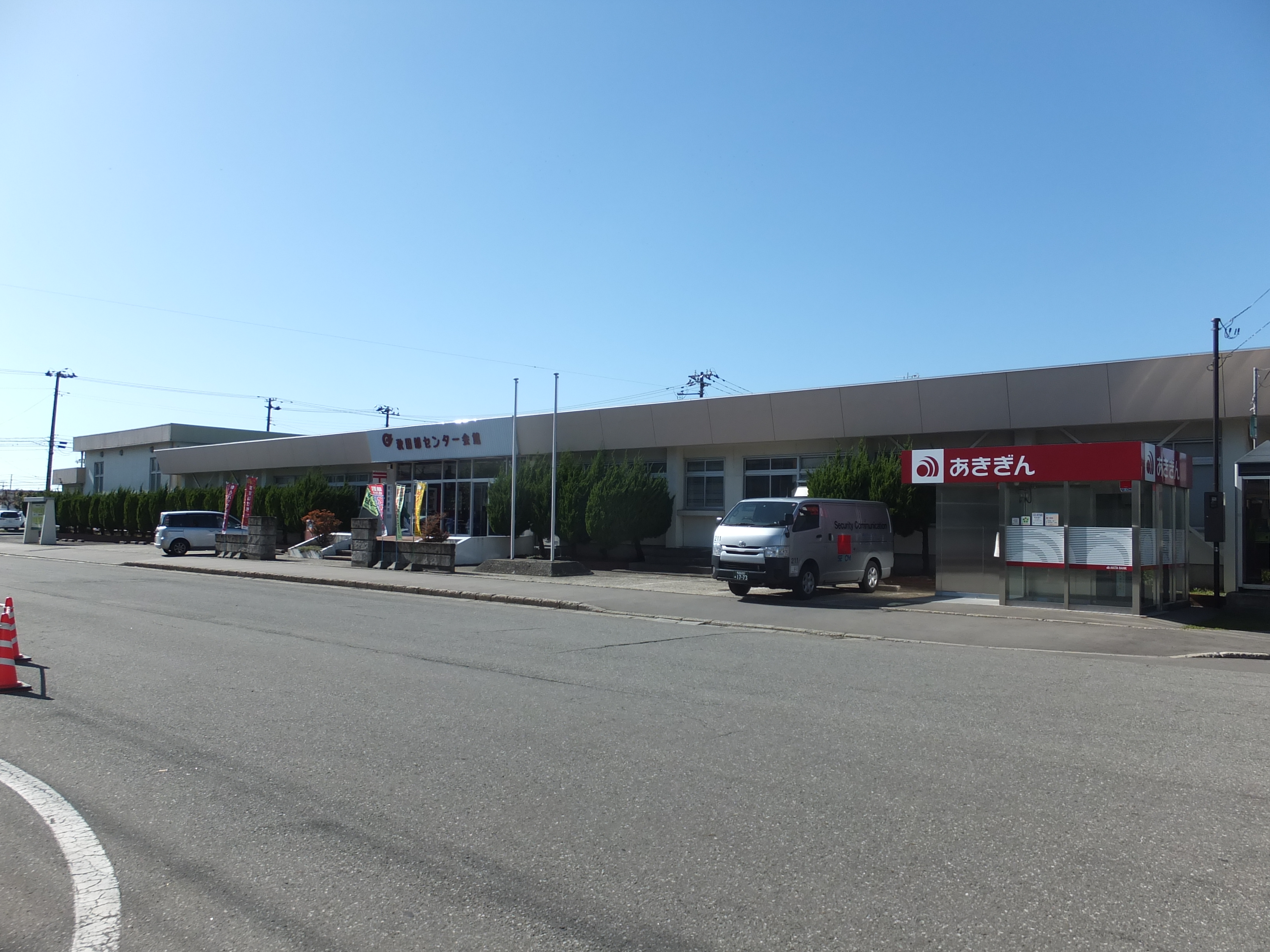
秋田卸センター
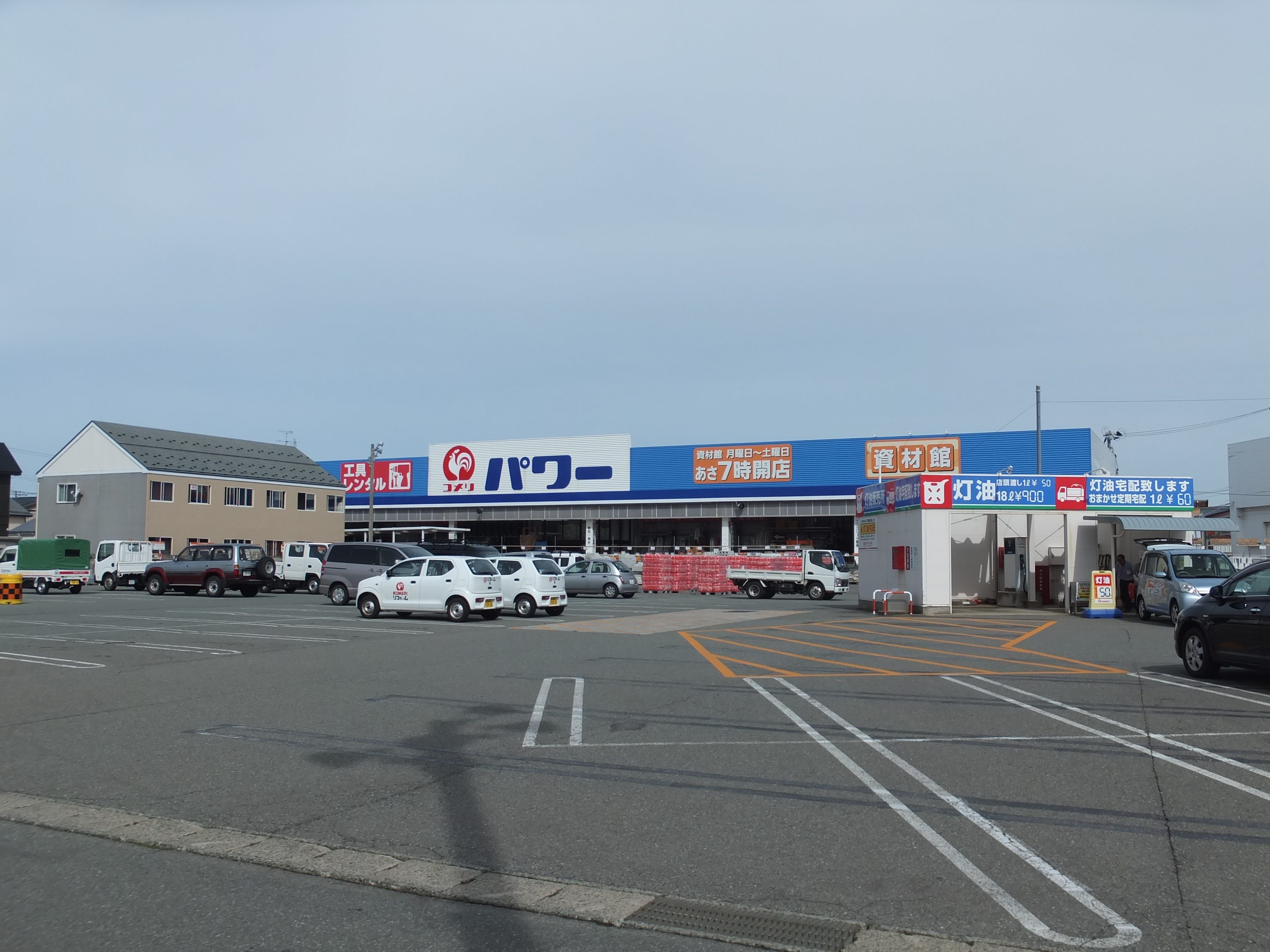
コメリパワー秋田卸町店
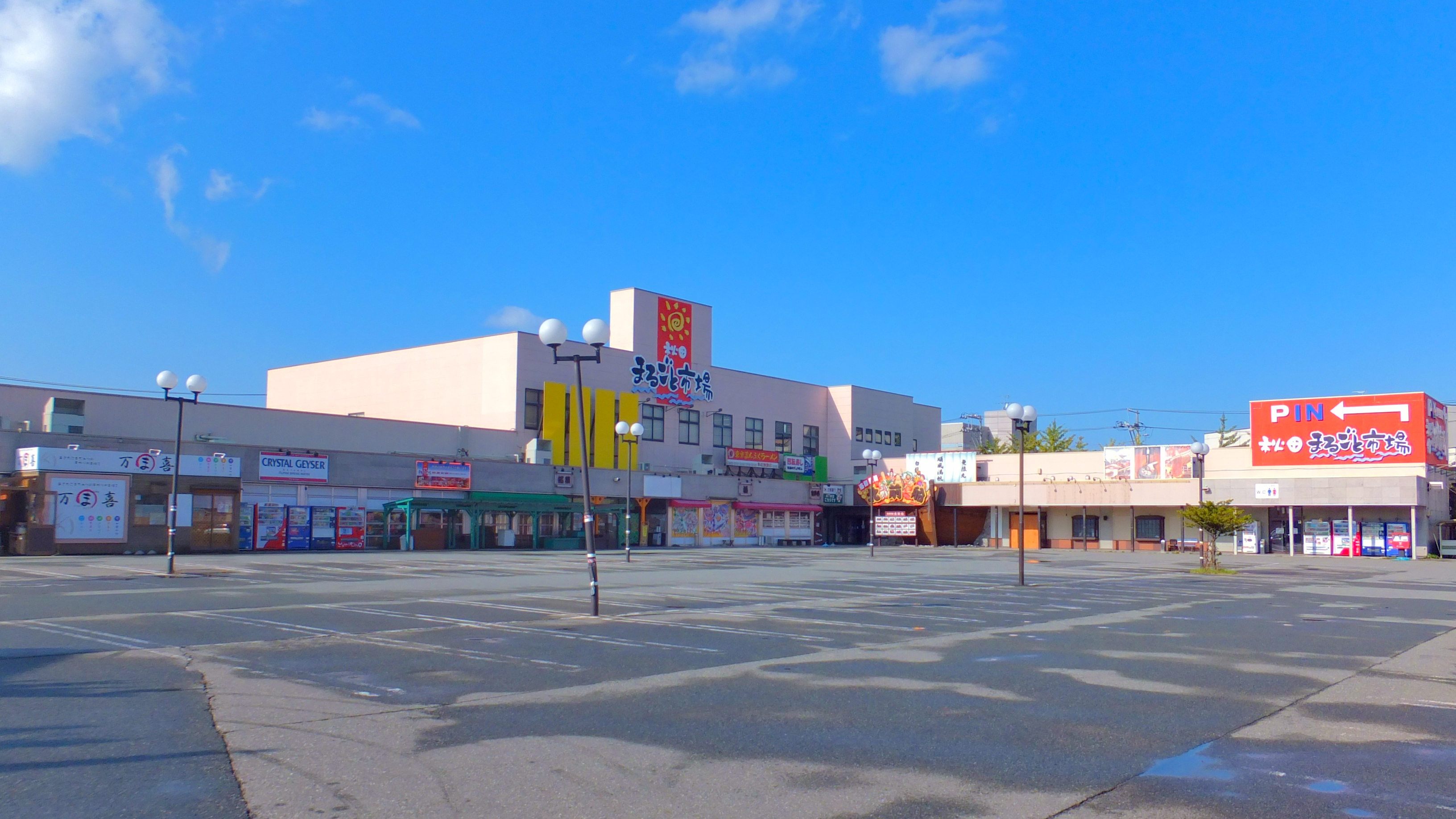
秋田まるごと市場
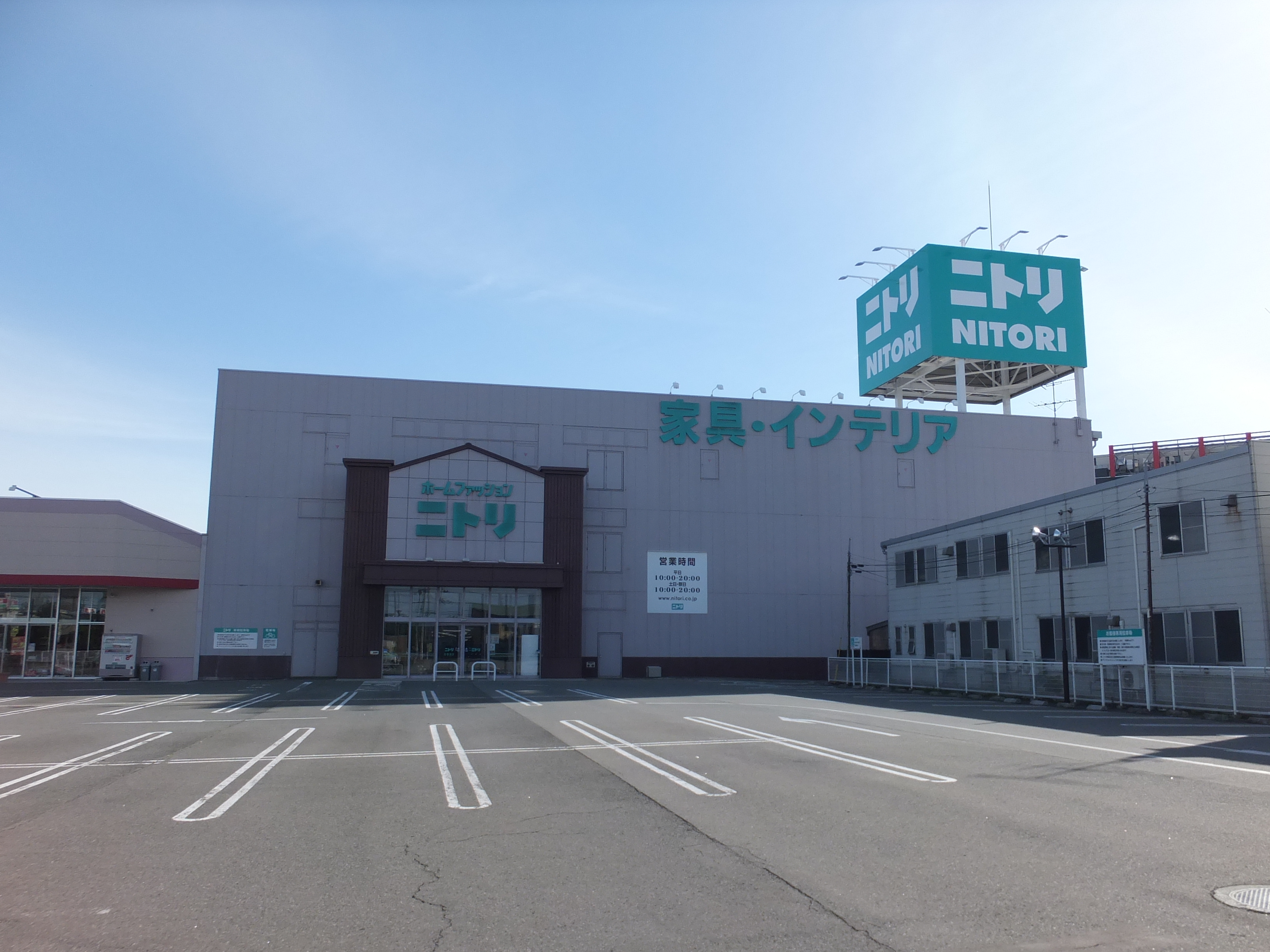
ニトリ秋田店
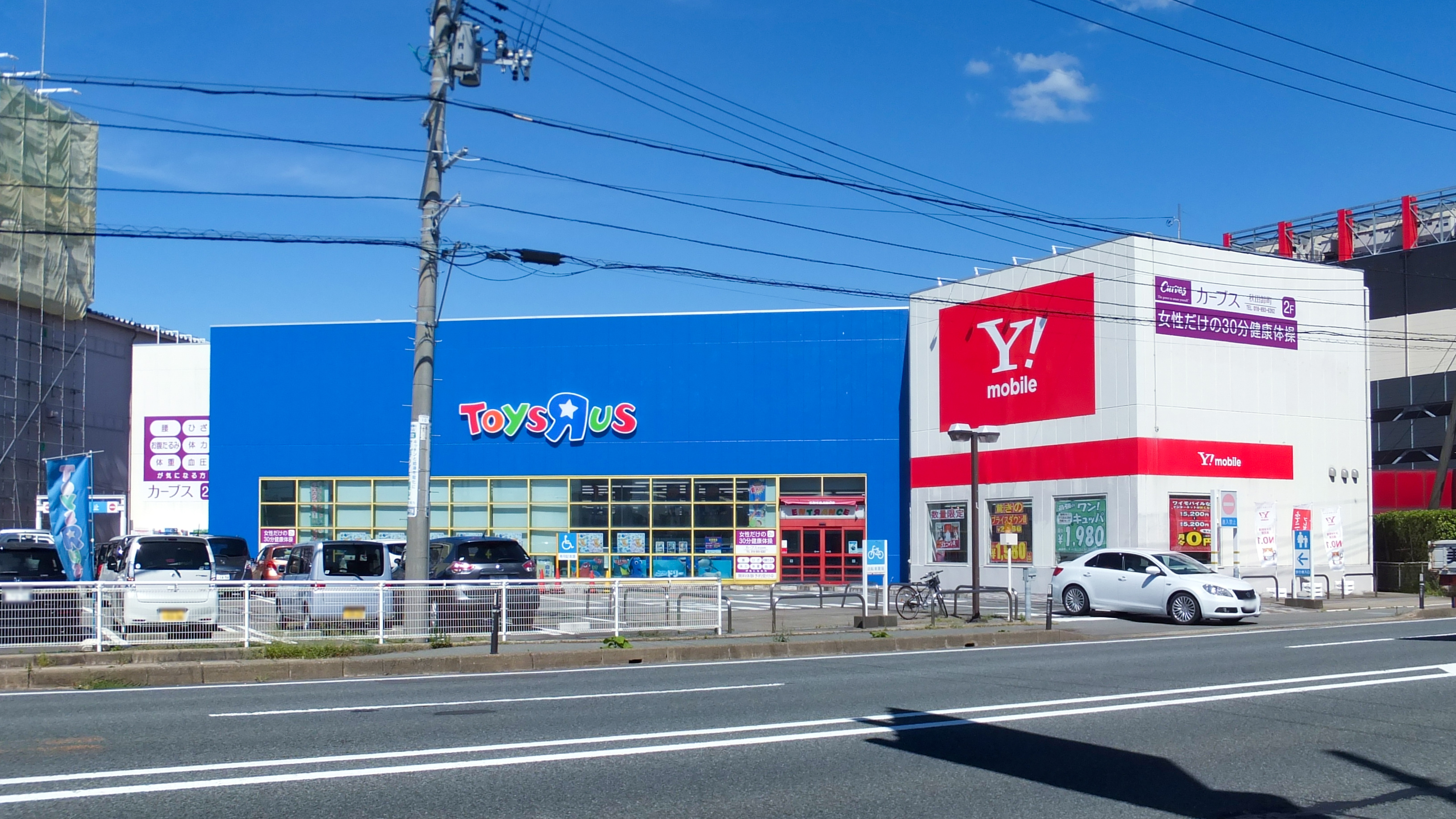
トイザらス秋田店
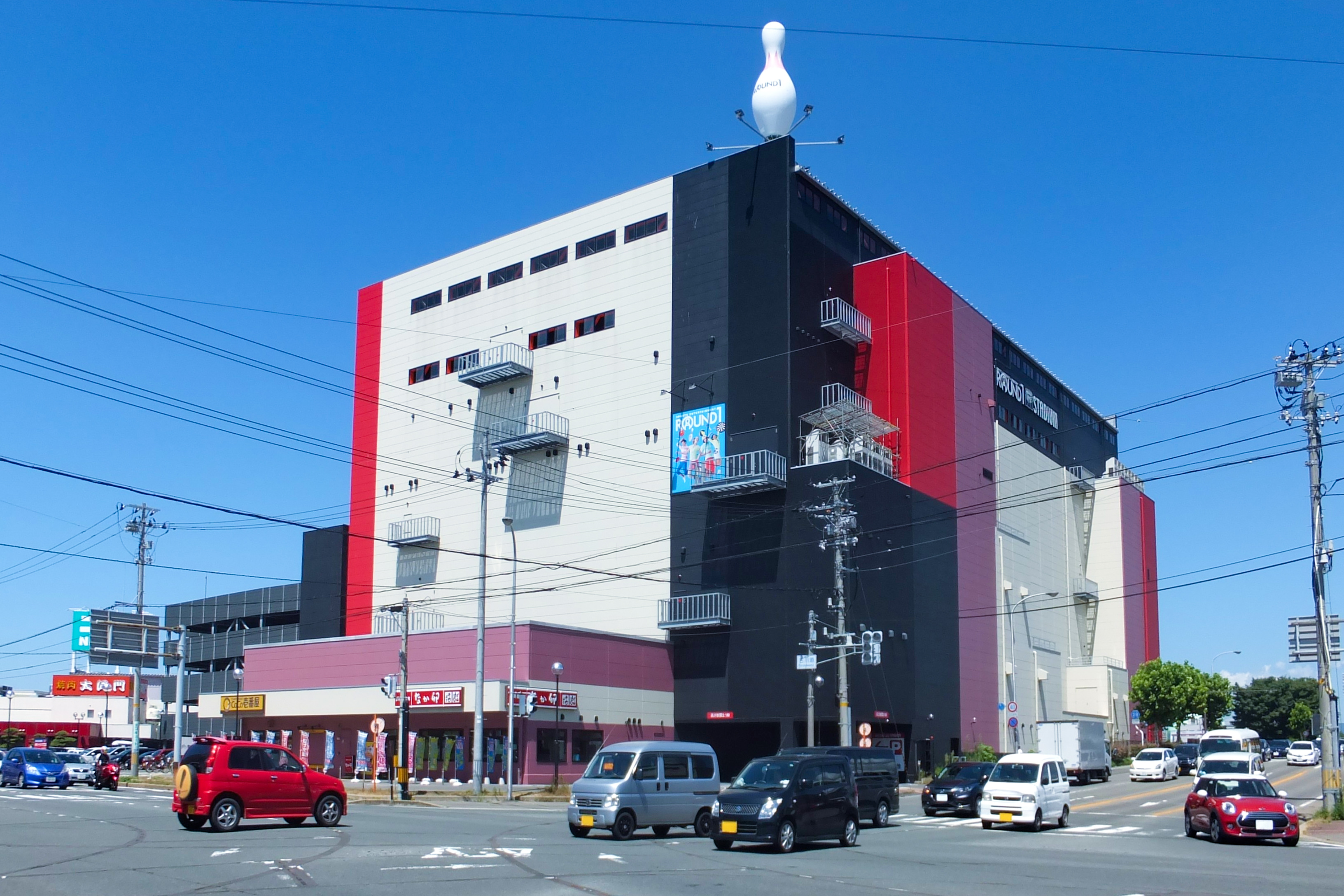
ラウンドワン秋田店
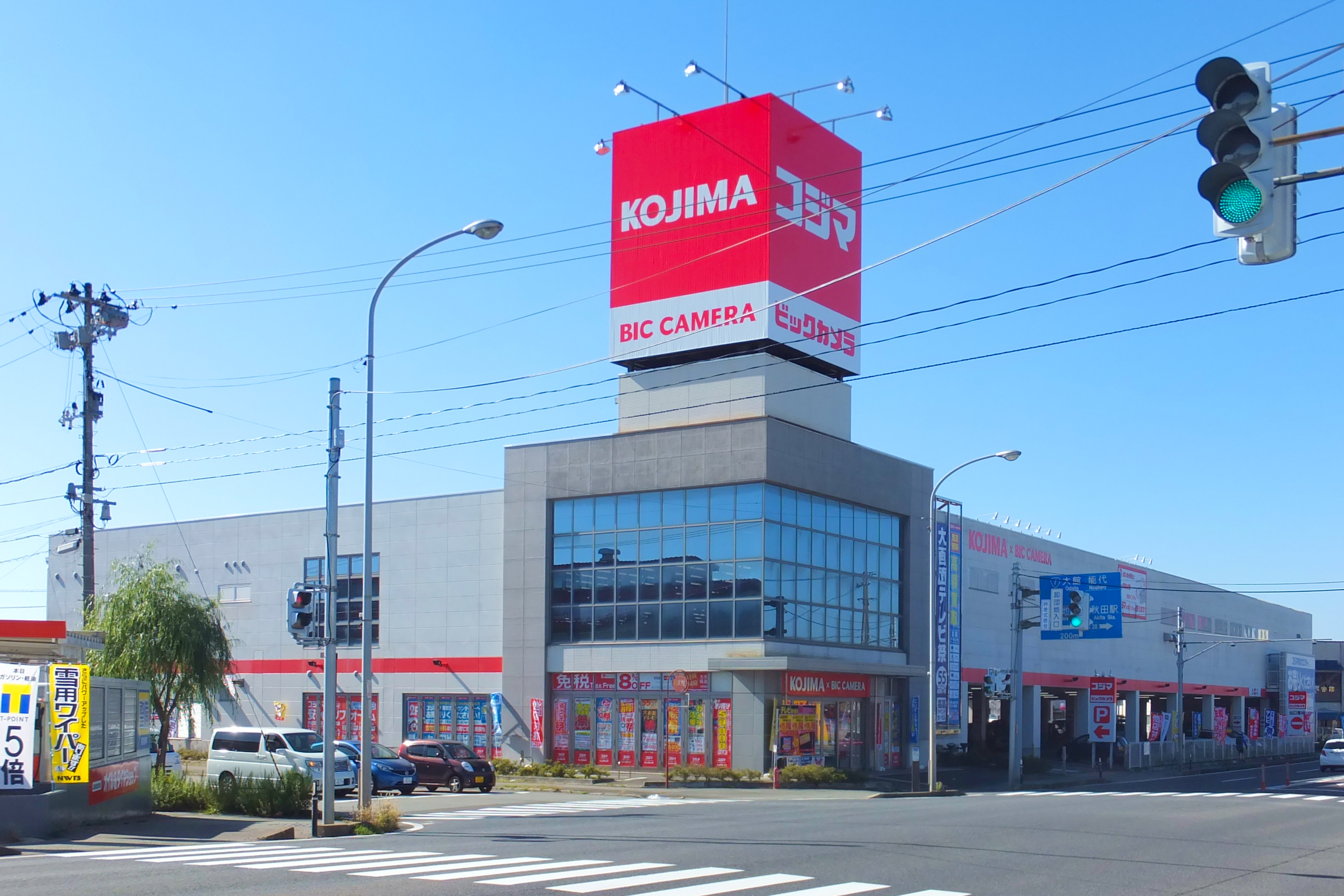
コジマ×ビックカメラ卸団地店
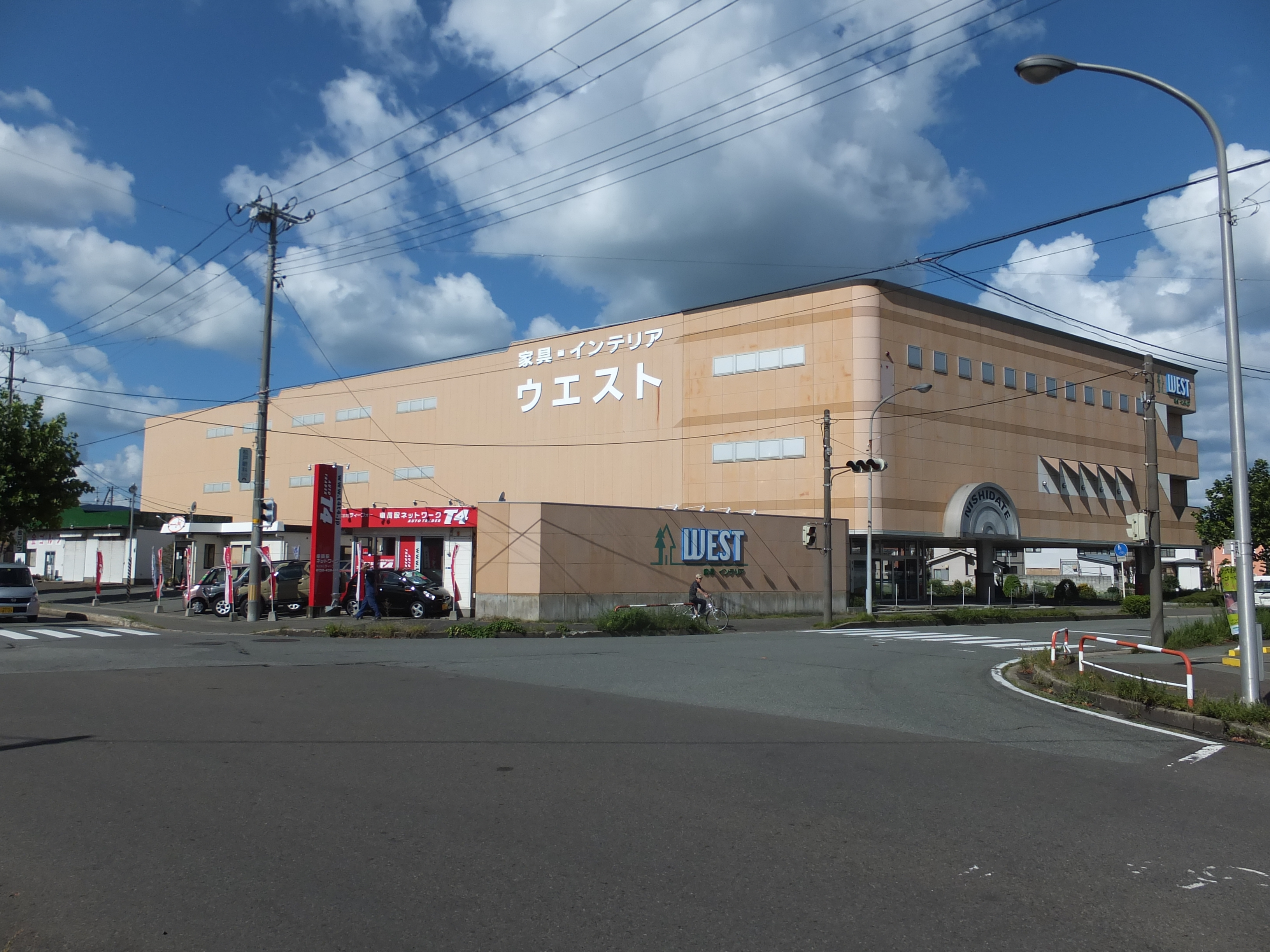
家具・インテリア店WEST（西舘家具店）
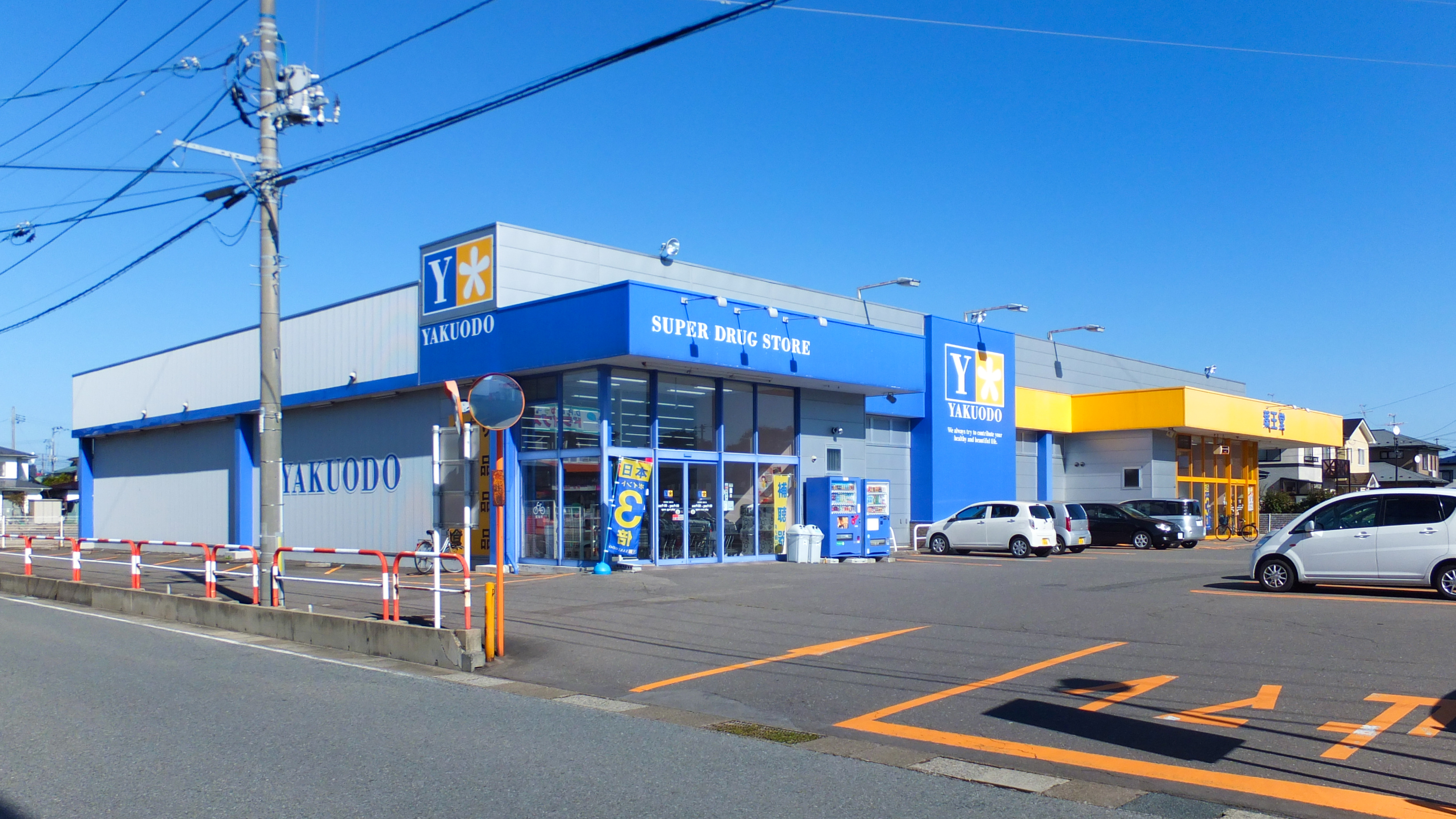
薬王堂秋田茨島店
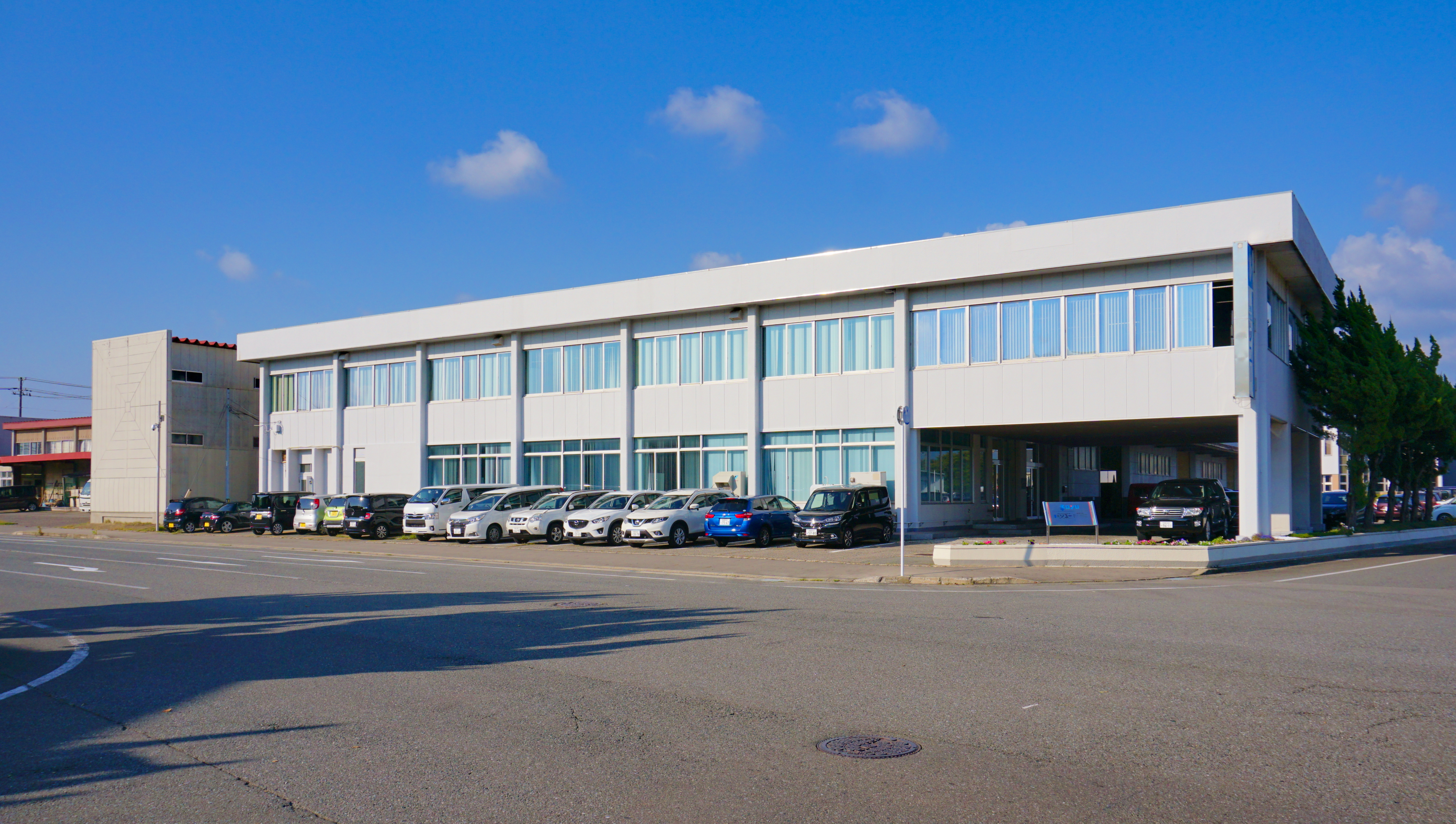
ソユー本社

### 廃止となった施設
- 秋田銀行卸町支店

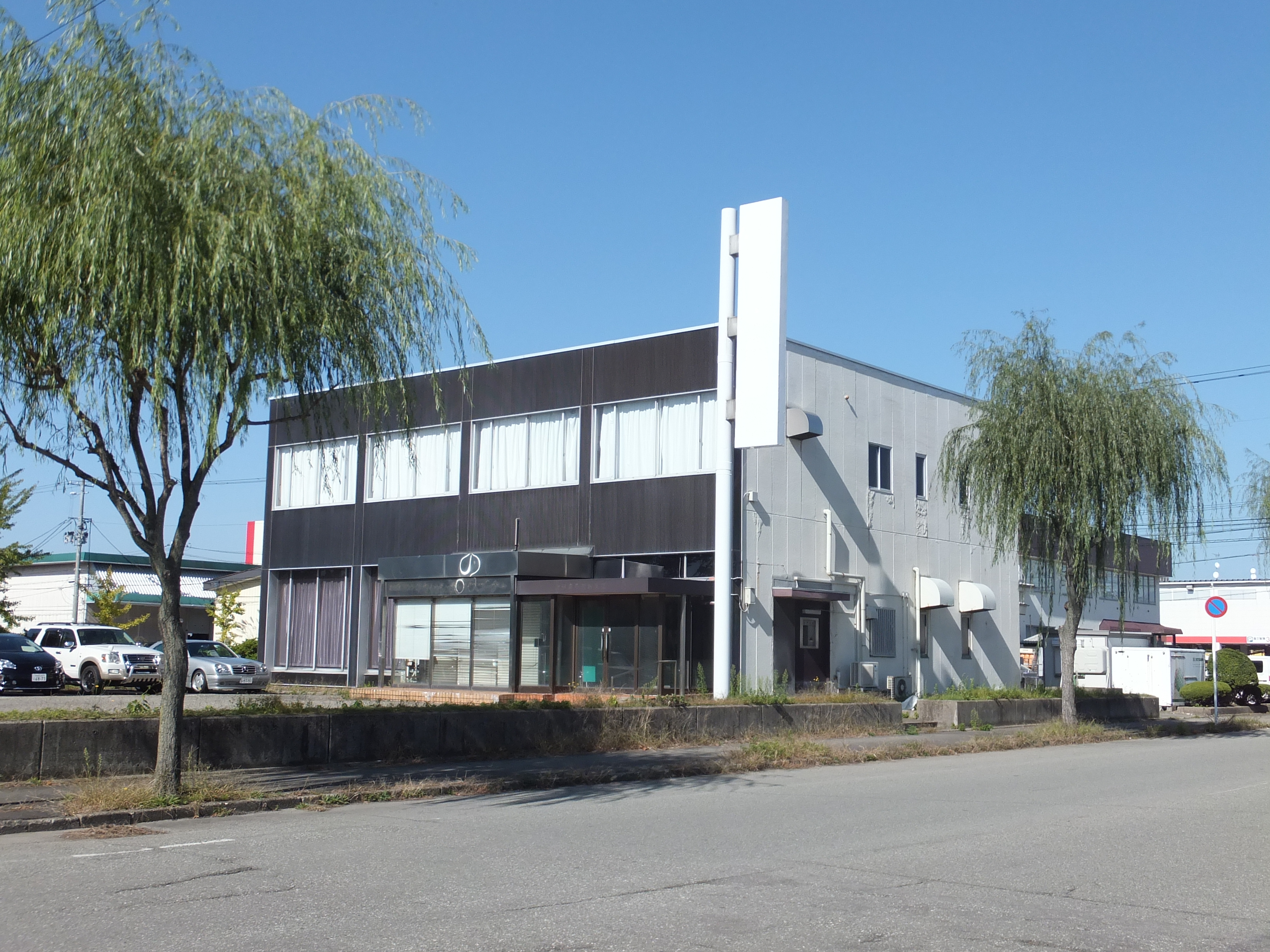
秋田銀行卸町支店旧店舗

### 移転した施設
- スーパーランドヤマト (大町に移転)